# Acura TLX
Acura TLX es una serie de lujosos automóviles ejecutivos de tamaño mediano, vendidos desde 2014 por Acura, la división de lujo de Honda.

## Desarrollo
El Acura TLX es el sucesor de los modelos TL y TSX. A partir de 2021, el cese de la producción del sedán insignia ejecutivo de tamaño completo Acura RLX ha llevado a la firma a rediseñar completamente el modelo TLX para 2021, con el fin de ampliarlo con el propósito de competir directamente con otros ejecutivos de lujo de tamaño mediano como el Lexus ES. Antes de 2021, el TLX era significativamente más pequeño que la mayoría de sus competidores ejecutivos medianos. El aumento de tamaño estuvo acompañado por un incremento de los precios en el modelo de 2021.